# سوشما سوآراج
سوشما سوآراج (انگلیسی: Sushma Swaraj؛ زادهٔ ۱۴ فوریهٔ ۱۹۵۲ – درگذشتهٔ ۶ اوت ۲۰۱۹)  سیاستمدار هندی، وکیل سابق دیوان عالی و وزیر کنونی امور خارجهٔ این کشور از ۲۶ مه ۲۰۱۴ است. او که از رهبران حزب بهاراتیا جاناتا است، دومین زنی است که پس از ایندیرا گاندی به وزارت خارجه هند رسیده‌است. او هفت بار به نمایندگی پارلمان و سه بار به نمایندگی مجمع قانونگذاری هند رسیده. سوشما سواراج در تاریخ ۷ اوت ۲۰۱۹ در سن ۶۷ سالگی بر اثر ایست قلبی درگذشت.

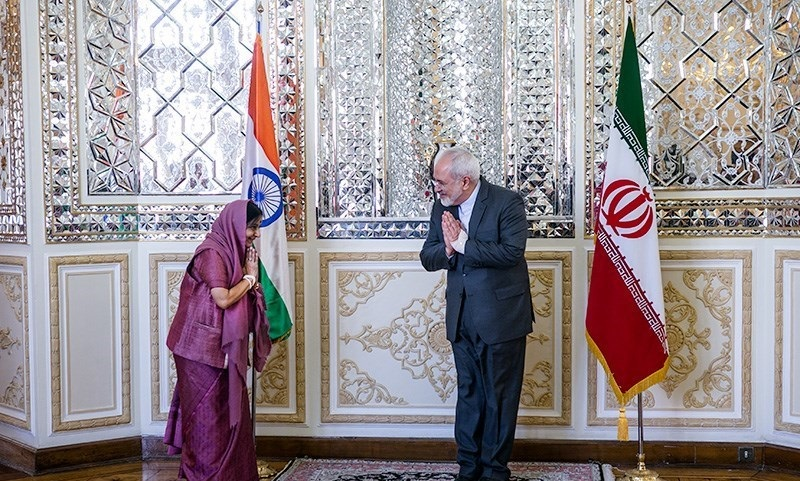
سوآراج در دیدار با جواد ظریف وزیر امور خارجه ایران